# Γ-Oryzanol
γ-Oryzanol ist ein Gemisch aus Ferulasäure-Estern  von Phytosterolen, vornehmlich Cycloartenylferulat, 24-Methylencycloartanylferulat und Campesterylferulat. Es handelt sich um Lipide, die aus dem Reis (Oryza sativa) gewonnen werden. γ-Oryzanol kommt hauptsächlich in der Fettfraktion der Reiskleie und im Reiskeimöl vor. 
Von den heute bekannten 44 verschiedenen Phytosterinen sind fünf in γ-Oryzanol zu finden, davon Cycloartenylferulat in höchster Konzentration.
Einige Studien konnten eine antioxidative Wirkung von braunem Reis und Reiskleie aufzeigen. Zu den hierbei aktiven Substanzen zählt unter anderem auch das γ-Oryzanol.
γ-Oryzanol besitzt eine cholesterinsenkende Wirkung und wird zur Verbesserung der Blutfettwerte eingesetzt.